# 阿爾卑斯杜鵑

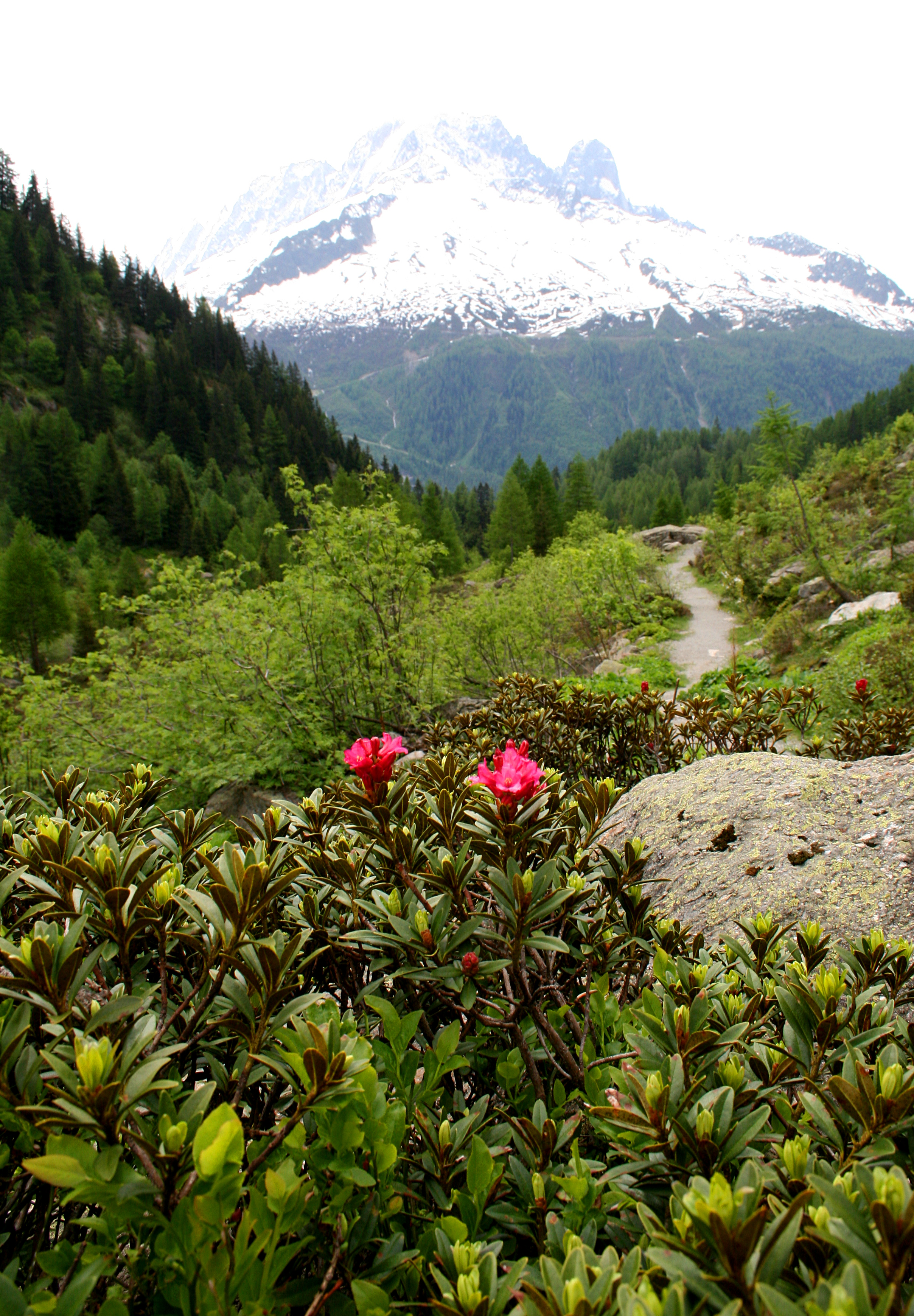

阿爾卑斯杜鵑是杜鹃花科杜鹃花属常绿灌木，分布于阿爾卑斯山、庇里牛斯山、侏羅山及亞平寧山脈北部的高山地帶。种加词意为锈红色的，意指其小枝及叶背密布锈红色鳞片。德语名意思是阿爾卑斯玫瑰。
阿尔卑斯杜鹃与缘毛杜鹃极为相似，二者存在自然杂交种——杂种阿尔卑斯杜鹃。

## 相關項目
漫畫「阿爾卑斯玫瑰」與以那為原作的動畫「火焰的阿爾卑斯玫瑰 茱蒂&藍迪」被熟為人知。

## 外部連結
- （德文）Rostblättrige Alpenrose （页面存档备份，存于）